# West Pensacola
West Pensacola – jednostka osadnicza w Stanach Zjednoczonych, w stanie Floryda, w hrabstwie Escambia.